# 小霍伊巴赫
小霍伊巴赫是德国巴伐利亚州的一个市镇。总面积9.49平方公里，总人口3534人，其中男性1774人，女性1760人（2011年12月31日），人口密度372人/平方公里。